# Я не хочу идти в одиночку
«Я не хочу идти в одиночку» (порт. Eu Não Quero Voltar Sozinho) — короткометражный фильм бразильского режиссёра Даниэла Рибейру.

## Сюжет

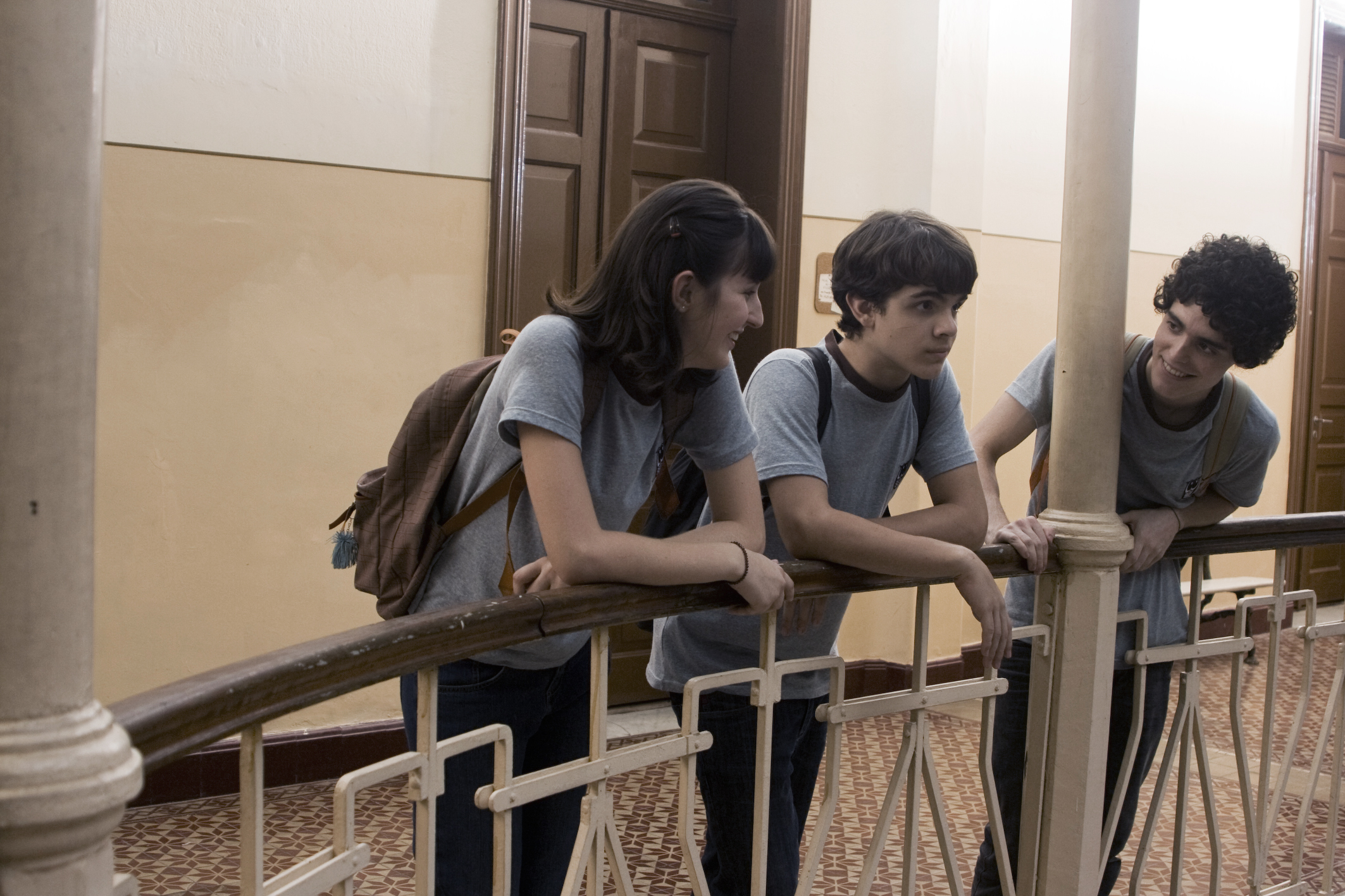
Фото со съёмочной площадки

Во время съёмок

В центре сюжета фильма романтические отношения между тремя подростками. Появление в классе нового ученика Габриэла полностью меняет жизнь слепого подростка по имени Лео, которому теперь предстоит иметь дело с ревностью подруги Жованы. Лео должен разобраться в своих чувствах по отношению к новому другу и понять, не будет ли он им отвергнут. Во время ежедневных прогулок пешком из школы домой, выполнения домашних заданий, игр, усиливается эмоциональная связь между юношами. К удивлению Лео, Габриэл оказался гомосексуалом. И похоже, что их чувства взаимны.
В 2014 году на тот же сюжет Даниэлом Рибейру был снят полнометражный фильм «Сегодня я пойду домой один».

## Цензура
Фильм планировали показать в рамках образовательной программы в школах Бразилии, однако религиозные лидеры Акри добились от властей запрета на его демонстрацию в школах этого штата.

## В ролях
| Актёр         | Роль    |
| ------------- | ------- |
| Фабиу Ауди    | Габриэл |
| Гильерме Лобу | Лео     |
| Тесс Аморим   | Жована  |

## Саундтрек
В фильме звучит песня «Ужин» (Janta) в исполнении Марселу Камелу.

## Награды
Фильм получил следующие награды:
- Фестиваль кино и видео в Куябе, 2010 год
  - Приз зрительских симпатий в категории «Лучший короткометражный фильм» режиссёру Даниэлу Рибейру.
  - Премия «Coxiponé» лучшему режиссёру Даниэлу Рибейру

- Международный фестиваль короткометражных фильмов в Сан-Паулу, 2010 год
  - «Mix Brazil Award» в номинации Лучший короткометражный фильм режиссёру Даниэлу Рибейру

- Международный кинофестиваль «Аутфест» в Лос-Анджелесе, 2011 год
  - Приз большого жюри в номинации «Выдающийся драматический короткометражный фильм» Даниэлу Рибейру

- Международный ЛГБТ-кинофестиваль в Филадельфии, 2011 год
  - Приз зрительских симпатий в категории «Лучший короткометражный фильм» режиссёру Даниэлу Рибейру

- Международный ЛГБТ-кинофестиваль в Турине, 2011 год
  - Приз зрительских симпатий в категории «Лучший короткометражный фильм» режиссёру Даниэлу Рибейру

- Iris Prize за 2011 год в номинации «Лучший короткометражный фильм»[5]